# Parauchenoglanis
A Parauchenoglanis a sugarasúszójú halak (Actinopterygii) osztályának harcsaalakúak (Siluriformes) rendjébe, ezen belül a Claroteidae családjába tartozó nem.

## Előfordulásuk
A Parauchenoglanis-fajok előfordulási területe Benin és Nigéria part menti alföldjeitől, egészen a botswanai Okavangoig, valamint a Zambiában található Zambézi folyó felső szakaszán van.

## Rendszerezés
A nembe az alábbi 9 faj tartozik:
- Parauchenoglanis ahli (Holly, 1930)
- Parauchenoglanis altipinnis (Boulenger, 1911)
- Parauchenoglanis balayi (Sauvage, 1879)
- Parauchenoglanis buettikoferi (Popta, 1913)
- Parauchenoglanis longiceps (Boulenger, 1913)
- Parauchenoglanis monkei (Keilhack, 1910)
- Parauchenoglanis ngamensis (Boulenger, 1911)
- Parauchenoglanis pantherinus (Pellegrin, 1929)
- Parauchenoglanis punctatus (Boulenger, 1902)